# This Is It (album)
Michael Jackson’s This Is It: The Music That Inspired the Movie – ścieżka dźwiękowa do filmu Michael Jackson’s This Is It. Album jest wydany w dwóch wersjach: 1CD oraz wersji Deluxe.
Ścieżka dźwiękowa do filmu oprócz albumowych i singlowych wersji największych przebojów Michaela, które pojawiły się na próbach do koncertów przed występami w londyńskiej O2 Arena, dodatkowo zawiera wcześniej niepublikowany utwór, zarejestrowaną w 2009 roku piosenkę tytułową „This Is It” w wersji podstawowej oraz nagranej z udziałem orkiestry. Wydanie limitowane płyty, to podwójny zestaw CD z 36 stronicową książeczką zawierającą unikatowe, wcześniej niepublikowane fotografie oraz 4 bonusami audio w postaci 3 znanych piosenek Michaela w wersjach demo, a także zaprezentowany po raz pierwszy, recytowany i napisany przez niego wiersz „Planet Earth”.

## Lista utworów

### CD1
| Nr  | Tytuł                                  | Długość |
| --- | -------------------------------------- | ------- |
| 1.  | „Wanna Be Startin’ Somethin’”          | 6:03    |
| 2.  | „Jam”                                  | 5:39    |
| 3.  | „They Don’t Care About Us”             | 4:46    |
| 4.  | „Human Nature”                         | 4:06    |
| 5.  | „Smooth Criminal”                      | 4:18    |
| 6.  | „The Way You Make Me Feel”             | 4:59    |
| 7.  | „Shake Your Body (Down to the Ground)” | 3:54    |
| 8.  | „I Just Can’t Stop Loving You”         | 4:12    |
| 9.  | „Thriller”                             | 5:58    |
| 10. | „Beat It”                              | 4:18    |
| 11. | „Black or White”                       | 4:17    |
| 12. | „Earth Song”                           | 6:47    |
| 13. | „Billie Jean”                          | 4:55    |
| 14. | „Man in the Mirror”                    | 5:20    |
| 15. | „This Is It”                           | 3:38    |
| 16. | „This Is It” (wersja symfoniczna)      | 4:55    |

### CD2 (Tylko w wersji Deluxe)
| Nr | Tytuł                                | Długość |
| -- | ------------------------------------ | ------- |
| 1. | „She’s Out of My Life” (Demo)        | 3:19    |
| 2. | „Wanna Be Startin’ Somethin’” (Demo) | 5:43    |
| 3. | „Beat It” (Demo)                     | 2:05    |
| 4. | „Planet Earth”                       | 3:15    |

## Notowania
| Lista (2009)               | Najwyższa pozycja | Sprzedaż | Status          |
| -------------------------- | ----------------- | -------- | --------------- |
| Australian Albums Chart    | 2                 |          |                 |
| Canadian Albums Chart      | 1                 | 44 000   |                 |
| Czech Albums Chart         | 2                 |          |                 |
| Dutch Albums Chart         | 1                 |          |                 |
| Finnish Albums Chart       | 11                |          |                 |
| French Albums Chart        | 1                 |          |                 |
| Greek Foreign Albums Chart | 1                 | 6 000    | platynowa płyta |
| Hungarian Albums Chart     | 1                 |          |                 |
| Irish Albums Chart         | 6                 |          |                 |
| Japanese Album Chart       | 1                 |          |                 |
| Mexican Albums Chart       | 10                |          |                 |
| New Zealand Albums Chart   | 1                 |          |                 |
| Polska                     | 7                 | 20 000   | platynowa płyta |
| Spanish Albums Chart       | 3                 |          |                 |
| UK Albums Chart            | 3                 | 100 000  | złota płyta     |
| U.S. Billboard 200         | 1                 | 378 846  |                 |